# Nördlicher Kielnagelgalago
Der Nördliche Kielnagelgalago (Euoticus pallidus) ist eine Primatenart aus der Familie der Galagos (Galagonidae).

## Merkmale
Nördliche Kielnagelgalagos erreichen eine Kopfrumpflänge von rund 20 Zentimetern, wozu noch ein rund 30 Zentimeter langer Schwanz kommt. Das Gewicht beträgt rund 300 Gramm. Ihr dichtes, weiches Fell ist am Rücken gelbgrau gefärbt, der Bauch ist weißlich. Die Nägel sind seitlich gedrungenen („kielförmig“) und vorne zugespitzt. Dies ist eine Anpassung an ihre vorwiegend aus Baumsäften bestehende Ernährung, ebenso wie die breiten Hände und Füße sowie die nach vorne stehenden oberen Schneidezähne, die verlängerten unteren Schneidezähne und die eckzahnförmigen vorderen Prämolaren. Die Augen und Ohren sind wie bei allen Galagos sehr groß.

## Verbreitung und Lebensraum
Nördliche Kielnagelgalagos sind im mittleren Afrika beheimatet. Ihr Verbreitungsgebiet umfasst das südöstliche Nigeria, das westliche Kamerun sowie die zu Äquatorialguinea zählende Insel Bioko. In Kamerun bildet der Fluss Sanaga die Grenze zum Verbreitungsgebiet des Südlichen Kielnagelgalagos. Ihr Lebensraum sind tropische Regenwälder.

## Lebensweise
Diese Primaten sind nachtaktive Baumbewohner, die kaum auf den Boden kommen. Tagsüber schlafen sie in selbstgemachten Blätternestern, in der Nacht gehen sie auf Nahrungssuche, wobei sie sich laufend und springend fortbewegen. Über das Sozialverhalten dieser Art ist wenig bekannt. Die Tiere gehen allein auf Nahrungssuche, schlafen aber tagsüber möglicherweise in Gruppen.

## Ernährung
Die Nahrung dieser Primaten besteht vorrangig aus Baumsäften. Die breiten Hände und zugespitzten Nägel dienen dem Festhalten auf der senkrechten Baumrinde, die spezialisierten Zähne zum Annagen der Baumrinde. Insekten machen auch einen Teil ihrer Nahrung aus, Früchte nehmen sie hingegen kaum zu sich.

## Gefährdung
Die Zerstörung ihres Lebensraums stellt die Hauptbedrohung der Nördlichen Kielnagelgalagos dar. Allerdings lässt sich kein besorgniserregender Rückgang der Populationen beobachten, weswegen die Art von der IUCN als „nicht gefährdet“ (least concern) gelistet wird. Die auf der Insel Bioko endemisch Unterart E. p. pallidus gilt allerdings als „stark gefährdet“ (endangered).
In Europa wird die Art nicht mehr gehalten, einziger ehemalige Halter ist Berlin.

## Belege
1. ↑    ZTL 18.6